# York Larese
York Bruno Larese (New York, 18 luglio 1938 – Medford, 6 febbraio 2016) è stato un cestista e allenatore di pallacanestro statunitense, professionista nella NBA e nella ABA.

## Carriera
Venne selezionato dai St. Louis Hawks al sesto giro del Draft NBA 1960 (46ª scelta assoluta) e dai Chicago Packers al secondo giro del Draft NBA 1961 (12ª scelta assoluta).

## Palmarès

### Giocatore
- 2 volte NCAA AP All-America Third Team (1959, 1961)
- Campione EPBL (1965)